# 丹尼·芬恩
小丹尼尔·劳伦斯·芬恩（英語：Daniel Lawrence Finn Jr.，1928年5月27日—2007年2月18日），美国NBA联盟前职业篮球运动员。